# Lê Dũng
Lê Dũng, sinh năm 1961 tại Hà Nội, là Người Phát ngôn Bộ Ngoại giao Cộng hòa Xã hội Chủ nghĩa Việt Nam từ 2003-2009. Nguyên Đại sứ đặc mệnh toàn quyền nước CHXHCN Việt Nam tại Cộng hòa Áo, nguyên Tổng Lãnh sự quán Việt Nam tại Houston, Texas, Hoa Kỳ.

## Quá trình công tác
- Năm 1983, làm việc tại Bộ Ngoại giao;
- Từ 1984 -1986, tham gia nghĩa vụ quân sự, làm công tác thông tin.
- Từ năm 1986, công tác lại tại Vụ Thông tin Báo chí, Bộ Ngoại giao.
- Từ ngày 21 tháng 8 năm 2003, Quyền Vụ trưởng rồi Vụ trưởng Vụ Thông tin Báo chí, và là Người Phát ngôn của Bộ Ngoại giao Việt Nam.
- Từ ngày 20 tháng 8 năm 2009, ông đảm nhận vai trò người đứng đầu Tổng Lãnh sự quán Việt Nam tại Houston, Texas, Hoa Kỳ. Kế nhiệm ông là bà Nguyễn Phương Nga.[1]

## Gia đình
Phu nhân là Bác sĩ công tác tại Viện Răng Hàm Mặt Quốc gia.